# Новгородское (Калининградская область)
Новгородское — посёлок в Гурьевском городском округе Калининградской области. Входит в состав Добринского сельского поселения.

## Население
| 2002 | 2010 |
| ---- | ---- |
| 151  | ↗167 |

## История
В 1910 году в Метткайме проживало 379 человек, в 1933 году - 386 человек, в 1939 году - 361 человек.
В 1946 году Метткайм был переименован в поселок Новгородское.